# Gran Premio de los Países Bajos de Motociclismo de 1952
El Gran Premio de los Países Bajos de Motociclismo de 1952 fue la tercera prueba de la temporada 1952 del Campeonato Mundial de Motociclismo. El Gran Premio se disputó el 28 de junio de 1952 en el Circuito de Assen.

## Resultados 500cc
Por primera vez en esta temporada, Geoff Duke llegó a la línea de meta con la Norton 30M, pero le faltó un segundo para vencer a Umberto Masetti. Masetti también anotó sus primeros puntos ya que el equipo de Gilera no había viajado a la TT Isla de Man. Reg Armstrong, que lideraba el Mundial, mantuvo el primer puesto al terminar cuarto. El equipo de MV Agusta volvió a quedar sin puntuar con Les Graham en el séptimo lugar y Carlo Bandirola retirándose. Rod Coleman llevó el AJS E95 al quinto lugar, una gran decepción para AJS, que Harry Hatch hizo que la máquina se rehiciera por completo.
| Pos.    | Piloto              | Equipo    | Tiempo/Retirado | Puntos |
| ------- | ------------------- | --------- | --------------- | ------ |
| 1       | Umberto Masetti     | Gilera    | 1h 56' 03" 9    | 8      |
| 2       | Geoff Duke          | Norton    | + 1" 1          | 6      |
| 3       | Ken Kavanagh        | Norton    | + 1:08.1        | 4      |
| 4       | Reg Armstrong       | Norton    | + 1:46.1        | 3      |
| 5       | Rod Coleman         | AJS       | + 3:04.1        | 2      |
| 6       | Nello Pagani        | Gilera    | + 3:05.1        | 1      |
| 7       | Leslie Graham       | MV Agusta | + 3:07.1        |        |
| 8       | Libero Liberati     | Gilera    | + 6:21.1        |        |
| 9       | Jack Brett          | AJS       | + 1 Vuelta      |        |
| 10      | Ken Mudford         | Norton    | + 1 Vuelta      |        |
| 11      | Lous van Rijswijk   | Matchless | + 1 Vuelta      |        |
| 12      | Geoffrey Read       | Norton    | + 2 Vueltas     |        |
| 13      | Piet Bakker         | BMW       | + 2 Vueltas     |        |
| 14      | Dreikus Veer        | Triumph   | + 2 Vueltas     |        |
| Ret     | Rally Dean          | Norton    | Ret             |        |
| Ret     | Alfredo Milani      | Gilera    | Ret             |        |
| Ret     | Dean Hollier        | Norton    | Ret             |        |
| Ret     | Henk Steman         | Norton    | Ret             |        |
| Ret     | Tony McAlpine       | Norton    | Ret             |        |
| Ret     | Humphrey Ranson     | Norton    | Ret             |        |
| Ret     | Lo Simons           | Norton    | Ret             |        |
| Ret     | Arthur Wheeler      | Norton    | Ret             |        |
| Ret     | Ray Amm             | Norton    | Ret             |        |
| Ret     | Cees Fokke-Bosch    | Norton    | Ret             |        |
| Ret     | Sidney Lawton       | AJS       | Ret             |        |
| Ret     | Bob Matthews        | Matchless | Ret             |        |
| Ret     | Simon Sandys-Winsch | Velocette | Ret             |        |
| Ret     | Carlo Bandirola     | MV Agusta | Ret             |        |
| Ret     | Sidney Mason        | Norton    | Ret             |        |
| Ret     | Ernie Ring          | Matchless | Ret             |        |
| Fuente: |                     |           |                 |        |

## Resultados 350cc
En la carrera de 350cc, Geoff Duke consiguió su tercera victoria consecutiva. Su compañero de equipo Ray Amm quedó en segundo lugar ak pasar a Rod Coleman y Reg Armstrong en la general de la Copa del Mundo, pero Duke ya tenía una gran ventaja.
| Pos. | Piloto             | Moto      | Tiempo/Retirado | Puntos |
| ---- | ------------------ | --------- | --------------- | ------ |
| 1    | Geoff Duke         | Norton    | 1:19:31.9       | 8      |
| 2    | Ray Amm            | Norton    | +14.3           | 6      |
| 3    | Rod Coleman        | AJS       | +15.7           | 4      |
| 4    | Reg Armstrong      | Norton    |                 | 3      |
| 5    | Ken Kavanagh       | Norton    |                 | 2      |
| 6    | Jack Brett         | AJS       |                 | 1      |
| 7    | Leslie Graham      | Velocette |                 |        |
| 8    | Syd Lawton         | AJS       |                 |        |
| 9    | Ken Mudford        | AJS       |                 |        |
| 10   | Dene Hollier       | Norton    |                 |        |
| 11   | Ken Harwood        | AJS       |                 |        |
| 12   | Arthur Wheeler     | Velocette |                 |        |
| 13   | Louis van Rijswijk | Velocette |                 |        |
| 14   | Bob Matthews       | Velocette |                 |        |
| 15   | Humphrey Ranson    | AJS       |                 |        |
| 16   | Sid Mason          | Velocette |                 |        |
| 17   | Cees Fokke Bosch   | AJS       |                 |        |
| 18   | Anton Elbersen     | AJS       |                 |        |
| 19   | Peter Fernando     | Norton    |                 |        |
| 20   | Gerrit Poel        | Velocette |                 |        |
| Ret  | Bill Doran         | -         | Ret             |        |

## Resultados 250cc
Bruno Ruffo, al igual que en el TT Isla de Man, no pudo convertir la vuelta rápida en una victoria. Fue para Enrico Lorenzetti. Debido a que Fergus Anderson terminó tercero, permaneció en el liderato del Campeonato Mundial, pero ahora tenía que compartir esa posición con Lorenzetti.
| Pos. | Piloto            | Moto       | Tiempo/Retirado | Puntos |
| ---- | ----------------- | ---------- | --------------- | ------ |
| 1    | Enrico Lorenzetti | Moto Guzzi | 1:12:30.3       | 8      |
| 2    | Bruno Ruffo       | Moto Guzzi | +0.6            | 6      |
| 3    | Fergus Anderson   | Moto Guzzi | +51.8           | 4      |
| 4    | Arthur Wheeler    | Moto Guzzi | +51.8           | 3      |
| 5    | Bill Webster      | Velocette  | +1 Vuelta       | 2      |
| 6    | Sieb Postma       | Moto Guzzi |                 | 1      |
| 7    | Hank Steman       | Excelsior  |                 |        |
| 8    | Fron Purslow      | Norton     |                 |        |

## Resultados 125cc
Cecil Sandford también ganó la segunda carrera de 125cc de la temporada, lo que demuestra que la MV Agusta 125 Bialbero finalmente estaba lista para conseguir el título mundial. Carlo Ubbiali quedó segundo con la Mondial 125 Bialbero por segunda vez.
| Pos. | Piloto              | Moto        | Tiempo/Retirado | Puntos |
| ---- | ------------------- | ----------- | --------------- | ------ |
| 1    | Cecil Sandford      | MV Agusta   | 54:43.6         | 8      |
| 2    | Carlo Ubbiali       | Mondial     | +25.1           | 6      |
| 3    | Luigi Zinzani       | Moto Morini | +38.4           | 4      |
| 4    | Guido Sala          | MV Agusta   |                 | 3      |
| 5    | Angelo Copeta       | MV Agusta   |                 | 2      |
| 6    | Lo Simons           | Mondial     |                 | 1      |
| 7    | Dick Renooy         | Eysink      |                 |        |
| 8    | Tonnie Heinemann    | Eysink      |                 |        |
| 9    | Dick van der Waerdt | Eysink      |                 |        |
| 10   | Mobi Vierdag        | Eysink      |                 |        |
| 11   | Jan Rietveld        | Eysink      |                 |        |
| 12   | W. Regtars          | Puch        |                 |        |
| 13   | Wim van der Eijk    | Moto Morini |                 |        |
| Ret  | Emilio Mendogni     | Morini      | Ret             |        |
| Ret  | Bruno Ruffo         | MV Agusta   | Ret             |        |
| Ret  | Tony Heinemann      | Eysenk      | Ret             |        |
| Ret  | Les Graham          | MV Agusta   | Ret             |        |